# 青森県道174号長坂大湊線
青森県道174号長坂大湊線（あおもりけんどう174ごう ながさかおおみなとせん）は、青森県むつ市を通る一般県道である。

## 概要
むつ市大平字長坂で青森県道4号むつ恐山公園大畑線から分岐し、むつ市山田町で国道338号に合流する。

### 路線データ
- 起点：むつ市大字田名部字長坂[1]
- 終点：むつ市大字大湊町[1]

## 歴史
- 1961年（昭和36年）2月10日 - 県道に認定される[1]。

## 路線状況

### 冬期交通規制区間
- むつ市長坂 - むつ市落野沢（12月上旬 - 4月下旬）

## 地理

### 交差する道路
- 青森県道4号むつ恐山公園大畑線（むつ市大字田名部字長坂、起点）
- 国道338号（むつ市大字大湊町、終点）

### 沿線の施設など
- むつ矢立温泉
- 青森県立むつ高等技術専門校
- むつ運動公園